# 'Ndrina Molluso
I Molluso sono una 'ndrina originaria di Platì, ma con una forte presenza anche a Buccinasco, in Lombardia, venendo considerati dai media come i "boss dei rifiuti a Buccinasco".
Radicati in Lombardia sin dagli anni 1980, la famiglia Molluso è considerata da sempre «satellite» dei potentissimi Barbaro-Papalia. Lo storico capo della 'ndrina è Giosofatto Molluso, detto Gesu Molluso.

## Storia
Tra il 1990 e il 1992 vengono accusati di trafficare in cocaina con la Turchia e la Colombia e vengono arrestate 40 persone appartenenti ai Molluso, tra cui il capo e il suo vice.

## Esponenti
- Francesco Molluso (1950), capobastone, arrestato il 2 giugno 1993 a Cesano Boscone[3].

- Giuseppe Molluso

(1979), figlio di Giosofatto, arrestato il 6 maggio 2021 a Buccinasco, nell’ambito di un'indagine della DDA di Milano riferita ad attività di traffico illecito di rifiuti.